# 블랙-리터만 모형
금융에서 블랙-리터만 모형(Black-Litterman model)은 1990년에 골드만삭스의 피셔 블랙(Fischer Black)과 로버트 리터만(Robert Litterman)에 의해 개발되고 1992년 출판된, 포트폴리오 배분을 위한 수학적 모형이다. 이는 현대 포트폴리오 이론을 현실에 적용할 때 기관투자자들이 직면하는 문제를 극복하기 위한 것이다. 이 모형은 대표적개인의 자산배분이 가능한 모든 자산의 시장가치에 따라 비례적이어야 한다는 균형가정에서 시작하여, 의심스러운 투자자의 '견해' (즉, 자산수익률에 대한 특정한 의견)를 고려하여 맞춤식 자산배분에 도달하기 위한 변화를 거친다.

## 참고 문헌
- Black F. and Litterman R.: Asset Allocation Combining Investor Views with Market Equilibrium, Journal of Fixed Income, September 1991, Vol. 1, No. 2: pp. 7-18
- Black F. and Litterman R.: Global Portfolio Optimization, Financial Analysts Journal, September 1992, pp. 28–43 JSTOR 4479577